# Lwaxana Troi
 (décembre 2024).

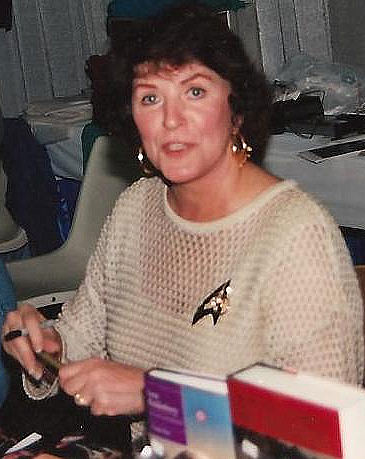
Majek Barrett, interprète du personnage, en 2006

Lwaxana Troi est un personnage de l'univers de fiction de Star Trek, et plus particulièrement de la série Star Trek : La Nouvelle Génération, interprété par l'actrice Majel Barrett, épouse et veuve de Gene Roddenberry, le créateur de l'univers de Star Trek.

## Biographie
D'origine bétazoïde, une espèce connue pour ses capacités télépathiques, Lwaxana est la mère de Deanna Troi, le conseiller de l'Enterprise-D, vaisseau sur lequel elle s'est rendue à de nombreuses occasions, visites qui ont engendré des situations « intéressantes ». Parmi celles-ci, Lwaxana ayant atteint l'âge de la "phase" (équivalent exacerbé de la ménopause humaine, qui décuple sa Libido) on notera les épisodes où elle est à la recherche d'un mari, jetant son dévolu sur les hommes de l'équipage, et, bien sûr, le capitaine Jean-Luc Picard.
Son caractère insouciant, excentrique, d'humeur légère lui vaut d'être fuie par la plupart des personnages, à l'exception notable d'Odo, le chef de la sécurité de la station Deep Space Nine. Elle a cependant un côté profond, hantée par le décès de sa première fille Kestra et par son veuvage.
Issue d'une famille importante de la société bétazoïde, elle porte le titre de « Fille de la Cinquième Maison, Détentrice du Calice Sacré de Rixx et Héritière des Anneaux Sacrés de Betazed », titre qu'elle a l'habitude de citer lorsqu'elle est en situation difficile.
Lwaxana est fréquemment accompagnée par son valet, M. Homn.